# 韦克菲尔德市
韦克菲尔德市（英語：City of Wakefield，/ˈweɪkfiːld/）是位於英國西約克郡的市和都市自治市，行政中心是韦克菲尔德。此地區主要的鎮為諾曼頓、庞蒂弗拉克特、費瑟斯通、卡斯爾福德和Knottingley，此外還有奧斯特、赫姆斯沃斯、South Kirkby & Moorthorpe和South Elmsall等城鎮。韦克菲尔德市處在利茲和雪菲爾之間，2011年人口326,400。

## 圖集

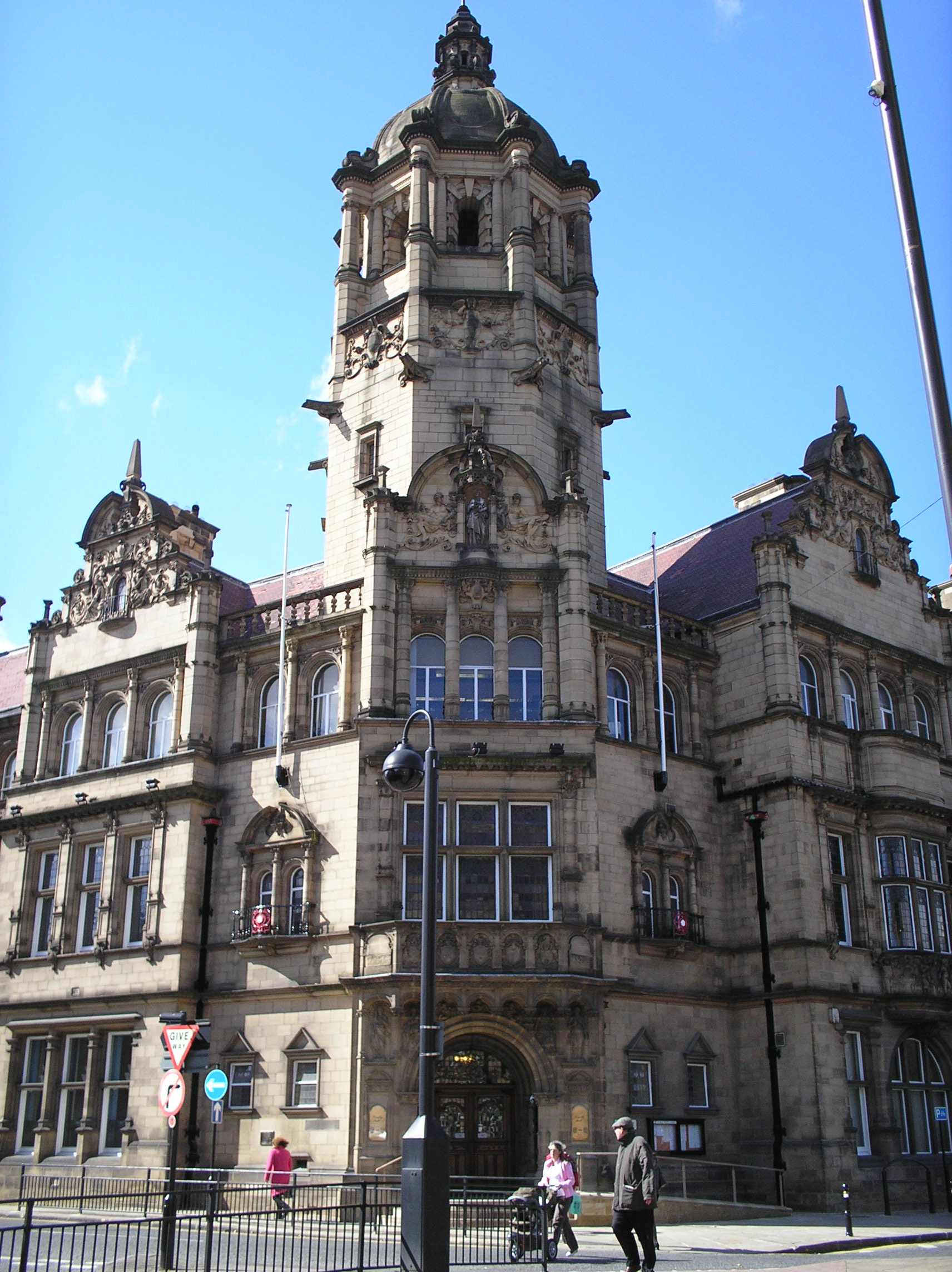
市政廳
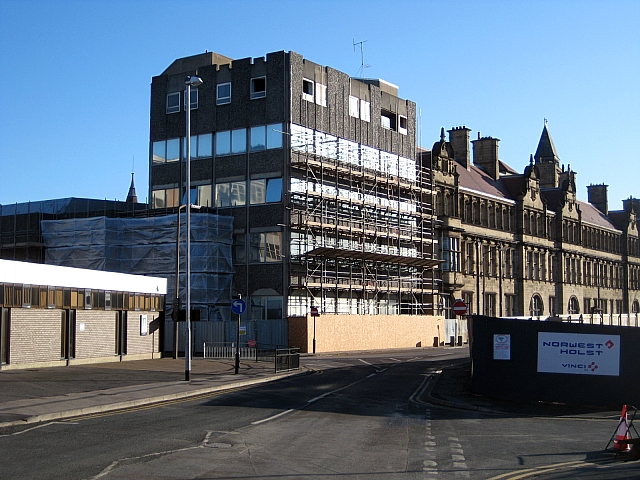
伯頓街
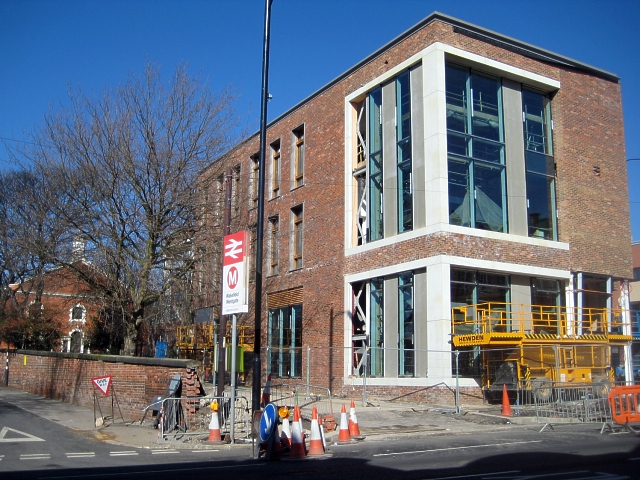
現代化翻修的老公寓
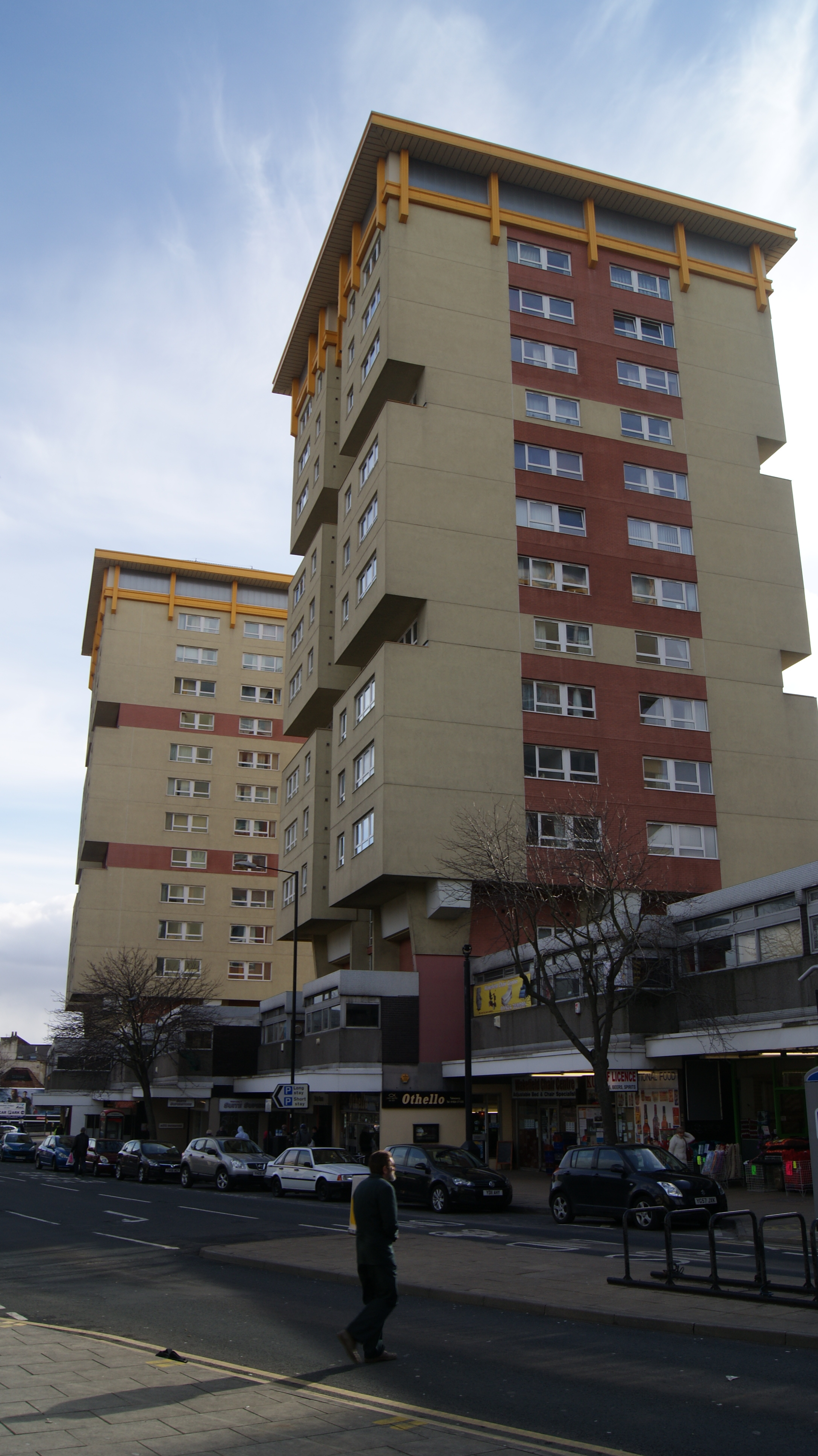
騎兵公寓